# Carlotta Stocker
Carlotta Stocker (* 28. Mai 1921 in Luzern, Kanton Luzern; † 31. August 1972 in Volketswil, Kanton Zürich; heimatberechtigt in Büron) war eine Schweizer bildende Künstlerin.

## Leben und Werk
Carlotta Stocker verbrachte ihre Kindheit in Luzern und Zürich. Später zog die Familie nach Ronco sopra Ascona. Carlotta Stocker besuchte bei Heinrich Müller und Ernst Gubler den Vorkurs an der Kunstgewerbeschule Zürich und wurde von ihnen an die École des Beaux-Arts in Genf empfohlen, an der sie von Alexandre Blanchet unterrichtet wurde. Anschliessend war sie als selbständige Künstlerin vor allem in Zürich tätig. Ihr Atelier befand sich an der Südstrasse 81 und später in Wiedikon in den Atelierhäusern an der Wuhrstrasse 10.
Carlotta Stocker schuf zahlreiche Illustrationen und stellte Ende der 1940er Jahre regelmässig aus. Zudem erhielt sie Aufträge für Wandgestaltungen. 1951 und 1963 gewann sie das Stipendium der Stadt Zürich, 1957 und 1970 das Eidgenössische Kunststipendium und 1955 den Zürcher Conrad-Ferdinand-Meyer-Preis. Carlotta Stocker heiratete 1969 den aus Ungarn stammenden Mathematiker Imre Julius, mit dem sie in Volketswil lebte. Sie starb 1972 an einem Hirnschlag.
Anfang der 2000er Jahre gelangte der schriftliche Nachlass von Carlotta Stocker als Schenkung zum Schweizerischen Institut für Kunstwissenschaft (SIK/ISEA).